# 위원장
위원장(委員長)은 위원회의 수장이다.

## 개요
일반적으로 위원장이란 위원회의 수장으로서, 정치적으로나 사회적으로 각종 단체에서 보편적으로 쓰이는 지위이다.

## 대한민국
- 정치계의 위원장
  - 대한민국 국회 상임위 위원장
    - 대한민국 국회 국방위 위원장
    - 대한민국 국회 외통위 위원장
    - 대한민국 국회 기재위 위원장
    - 대한민국 국회 환노위 위원장
    - 대한민국 국회 정보위 위원장

  - 더불어민주당 비대위 위원장
  - 미래통합당 비대위 위원장
  - 대한민국 국가안전보장회의 상임위 위원장
- 대한민국 금융위원회#금융위 위원장
- 대한민국 최저임금위 위원장
  - 대한민국 중앙선거관리위원회#중앙선거관리위원장
- 한국은행 금융통화위원회 금융통화위 위원장

- 대한민국 검찰 수사심의위 위원장

- 노동계의 위원장
  - 한국노총 위원장
  - 민주노총 위원장

## 베트남
- 베트남 공산당 중앙위원회 주석
- 베트남 공산당 중앙군사위원회 비서

## 북한
- 북한 국방위 위원장
 >사회주의헌법 개정후> 북한 국무위 위원장
- 북한 최인회 상임위 위원장
- 조선노동당 중앙위 위원장
- 조선로동당 중앙위 정치국 상임위원
- 조선노동당 중앙군사위 위원장

## 라오스
- 라오스 공산당 중앙위원회 주석
- 라오스 인민혁명당 중앙군사위원회 주석

## 미국
- 미국 의회
  - 미국 상원 외교위원장
  - 미국 하원 외교위원장
  - 미국 상원 국방위원장
  - 미국 하원 국방위원장
  - 미국 상원 경제위원장
  - 미국 하원 경제위원장

## 중국
- 중국 전인대 상무위원장
- 중국 공산당 중앙위원회 주석
- 중국 공산당 중앙정치국 상무위원
- 중국 공산당 중앙군사위원회 주석

## 일본
- 일본 국회 상임위원장

## 같이 보기
- 상임위원장
- 중앙위원장